# Монтекассіано
Монтекассіано (італ. Montecassiano) — муніципалітет в Італії, у регіоні Марке,  провінція Мачерата.
Монтекассіано розташоване на відстані близько 185 км на північний схід від Рима, 29 км на південь від Анкони, 8 км на північ від Мачерати.
Населення — 7164 особи (2014).
Щорічний фестиваль відбувається 19 березня. Покровитель — San Giuseppe.

## Демографія
Населення за роками:

Станом на 1 січня 2023 року в муніципалітеті офіційно проживало 519 іноземців з 36 країн, серед них 133 громадяни країн Євросоюзу та 8 громадян України.

## Сусідні муніципалітети
- Аппіньяно
- Мачерата
- Монтефано
- Реканаті